# Real ecuatoriano
El real fue una unidad monetaria de Ecuador que circuló hasta 1871. No contaba con subdivisiones, pero 16 reales de plata equivalían a un escudo de oro; la moneda de 8 reales era popularmente conocida como «peso».

## Historia
Hasta 1822, circuló el real colonial español, luego fue reemplazado por el real colombiano. Ecuador presentó su propia moneda en 1833, reemplazando a la moneda colombiana por el real ecuatoriano a la par. En 1856, se fijó una tasa de cambio fija con el franco francés: 8 reales = 5 francos (1 real = 62 céntimos y medio). Desde 1862, los billetes fueron emitidos en pesos y reales. El real fue sustituido por el peso ecuatoriano en 1871, a razón de 8 reales = 1 peso.

## Monedas

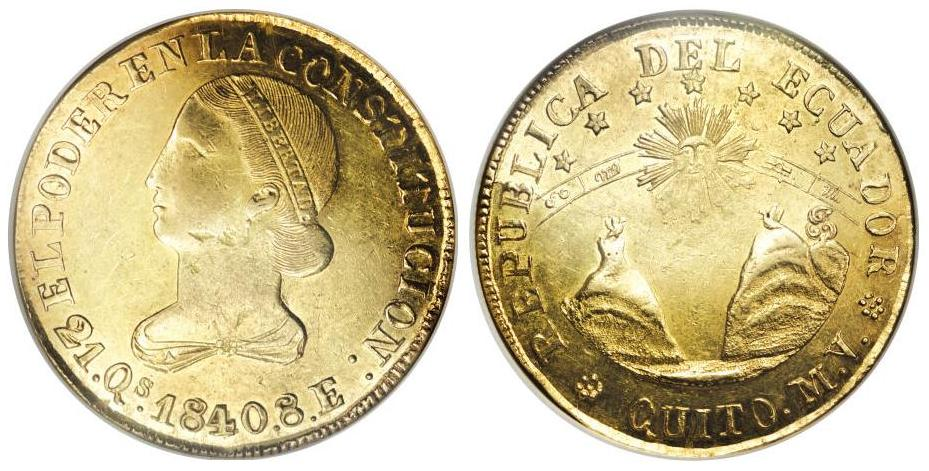
Moneda de 8 escudos de 1840.

Las monedas fueron acuñadas en plata en denominaciones de ¼, ½, 1, 2, 4, 8 reales; y en oro en denominaciones de 1, 2, 4 y 8 escudos. En 1858, se publicó una moneda de plata denominada en 5 francos. Esta valía 8 reales y fue acuñada para indicar los lazos de la moneda ecuatoriana con el franco francés. Se dejaron de producir monedas denominadas en reales a partir de 1862.
La moneda de 8 escudos es famosa por ser mencionada en el libro de Moby Dick en novelista la describe así: una de esas “nobles monedas de oro de América del Sur”, que son “como medallas del sol y piezas simbólicas de los trópicos ... En su borde exterior llevaba la leyenda. REPUBLICA DEL ECUADOR: QUITO. Enmarcada por esas letras se veía la figura de tres cumbres andinas. De una surgía una llama, una torre de la otra y de la tercera un gallo que cacareaba; sobre todo el conjunto había un segmento del zodíaco partido, con todos sus signos marcados con la cabalística de costumbre y la clave de todo este arco formado por el sol que entraba en el equinoccio por Libra”.
Los bancos privados emitieron papel moneda denominados en reales entre 1862 y 1871.